# Кингс Појнт (Њујорк)
Кингс Појнт (енгл. Kings Point) град је у америчкој савезној држави Њујорк.

## Демографија
По попису из 2010. године број становника је 5.005, што је 71 (-1,4%) становника мање него 2000. године.
| Група             | 2000.         | 2010.         |
| Белци             | 4.593 (90,5%) | 4.515 (90,2%) |
| Афроамериканци    | 44 (0,9%)     | 40 (0,8%)     |
| Азијати           | 180 (3,5%)    | 168 (3,4%)    |
| Хиспаноамериканци | 99 (2,0%)     | 84 (1,7%)     |
| Укупно            | 5.076         | 5.005         |